# 伊伎是雄
伊伎 是雄（いき の これお）は、平安時代前期の貴族。氏姓は卜部（無姓）のち伊伎宿禰。神祇権少副・壱伎氏成の子とする系図がある。官位は従五位下・宮主。

## 経歴
壱岐国石田郡の出身。壱岐卜部氏は神代より亀卜に携わったとされ、その子孫は祖業を伝習して代々卜部として神祇官の官人になったが、中でも是雄は卜占術の要諦を究め、日者（卜占する者）の中で「独歩」（他に比類なき者）と称された。
嘉祥3年（850年）皇太子・惟仁親王の東宮宮主に任ぜられ、惟仁親王即位（清和天皇）ののち宮主に転任する。清和朝では宮主を務める一方、貞観5年（863年）外従五位下、貞観11年（869年）従五位下・丹波権掾に叙任された。この間貞観5年には一族の業孝らと共に卜部から伊伎宿禰に改姓している。貞観14年（872年）4月24日卒去。享年54。最終官位は宮主従五位下兼行丹波権掾。

## 官歴
『日本三代実録』による。
- 嘉祥3年（850年） 日付不詳：東宮宮主（東宮・惟仁親王）
- 時期不詳：正六位上。宮主
- 貞観5年（863年） 正月7日：外従五位下。9月7日：卜部から伊伎宿禰に改姓
- 貞観11年（869年） 正月7日：従五位下（内位）。日付不詳：兼丹波権掾
- 貞観14年（872年） 4月24日：卒去（宮主従五位下兼行丹波権掾）

## 系譜
- 父：壱伎氏成[3]
- 母：不詳
- 妻：和気好道の娘[3]
  - 男子：伊伎月雄（838-896）[3]